# Tagesaufenthaltsstätte
Eine Tagesaufenthaltsstätte (meist TAS abgekürzt, selten auch: Tagesaufenthaltsstelle) ist ein niedrigschwelliges stationäres Sozialkonzept vieler deutscher Kommunen, Wohlfahrtseinrichtungen und Hilfsvereine zur tagsüber stattfindenden Betreuung und Versorgung Obdach- und Wohnungsloser sowie weiterer sozial prekärer Zielgruppen.

## Begriffsgeschichte und heutige Definition Tagesaufenthaltsstätte
Der Begriff Tagesaufenthaltsstätte taucht historisch zum Beispiel in einer Veröffentlichung über ein österreichisches Projekt für junge Arbeitslose von 1923 „nach deutschem Vorbild“ auf. 1978 wurde eine italienische Einrichtung namens [ital.] „hotel diurno“ in einer deutschsprachigen Veröffentlichung als „Tageshotel“ oder auch Tagesaufenthaltsstätte bezeichnet. In deutschsprachiger Fach- und Sachliteratur lässt sich der Begriff im Zusammenhang mit einer Einrichtung für Obdach- und Wohnungslose etwa seit 1982 (in Hamburg) oder auch 1996 (in Hannover) nachweisen.
Darunter wird seither eine öffentliche oder seitens eines sozialen Trägers finanzierte und initiierte Einrichtung verstanden, die als „Treffpunkt für überwiegend auf der Straße lebende Menschen“ dient.

## Geschichte und Aufgaben von so genannten Tagesaufenthaltsstätten
Bekannte alteingesessene und öffentlich wie fachlich beachtete deutsche Tagesaufenthaltstätten sind zum Beispiel das Herz as der Hamburger Stadtmission (seit 1982), das Hamburger CaFée mit Herz (seit 2000), DüK („Dach über dem Kopf“) der Diakonie in Hannover oder Otto und Rosi in München. Vielfach sind Tagesaufenthaltsstätten an andere Angebote der Wohnungs- und Obdachlosenhilfe angebunden.
2020 und 2021, im Verlauf der der Coronapandemie, wurden bundesweit viele Angebote immer wieder geschlossen oder eingeschränkt.

„Von allen Angeboten der Wohnungslosenhilfe waren und sind Tagesaufenthalte und Tagesstätten, Cafés
und Mittagstische am gravierendsten von Einschränkungen betroffen. Sie blieben zum Teil länger geschlossen als die übrigen Angebote, und auch wenn sie wieder öffnen, können sich wegen der Abstandsregeln
stets nur wenige Personen gleichzeitig dort aufhalten. Viele Expertinnen und Experten berichteten von unumgänglichen „Zugangsbeschränkungen““

Meist gibt es allgemeine Unterhaltungs-, diverse Versorgungs- und Beratungs- sowie Essensangebote. Der Aufenthalt und die Nutzung der Angebote ist nur innerhalb der Öffnungszeiten – i. d. R. vom Morgen bis in den Nachmittag bzw. Abend – möglich.
Seit Beginn der Nutzung des Begriffs im heutigen Sinne hat sich in der Fachöffentlichkeit und in der Kommunikation gegenüber den Nutzern die Abkürzung TAS eingebürgert.

## Fachliche und wissenschaftliche Rezeption
„Es zeigt sich, dass Einrichtungen mit Tagesstätten, Übernachtungsstellen und Beratungsstellen mehr von Platte machenden Wohnungslosen frequentiert werden als Wohnheime und Einrichtungen mit betreutem Wohnen. Das ist einerseits durch die andere Lebenssituation der
Klienten in Heimen oder in Betreutem Wohnen zu erklären, in der sie Wohnraum zur Verfügung gestellt bekommen. Andererseits ist dies auf die niedrigere Zugangsschwelle der Tagesstätten, Übernachtungsstellen und Beratungsstellen zurückzuführen, die häufig ohne vorhergehende Klärung der Kostenübernahme oder sogar unter Wahrung der Anonymität der Klienten genutzt werden können. In diesen Einrichtungen bestehen im Allgemeinen weniger Erwartungen hinsichtlich der Befolgung von Verhaltensregeln und sie werden daher von Personen genutzt, die ansonsten eher institutionell entkoppelt sind wie die „Platte machenden“ und
andere besonders stark marginalisierte Wohnungslose.“

„Das Hilfesystem zur Verhinderung von Wohnungsverlusten und zur Überwindung der Wohnungslosigkeit in der heutigen Form besteht überwiegend aus kommunalen Fachstellen, Beratungsstellen, Tagesaufenhaltsstellen, Gemeinschaftsunterkünften und Notunterkünften. Doch diese zeigen nur mäßig
Erfolg. Das Ziel sollte es sein, den Personen wieder dauerhaft eine feste Bleibe zu beschaffen.“

„Wir bieten wohnungslosen Menschen einen angenehmen Aufenthalt. Hier kommt man ins Gespräch, tauscht sich aus. Hier kann man duschen und seine Wäsche waschen.“